# Nina Proll
Nina Proll (née le 12 janvier 1974 à Vienne) est une actrice, chanteuse et danseuse autrichienne.

## Biographie
Elle grandit dans le Waldviertel et s'installe à Vienne à 13 ans. À 16, elle assiste à un cours de comédie et en prend de chant et de danse. Après sa maturité, elle participe un an au "Theater an der Wien Studios" du Vereinigte Bühnen Wien (de) puis deux ans au "Performing Arts Studios Vienna" où elle est diplômée en 1996. Pendant ce temps, elle joue dans des comédies musicales, Jesus Christ Superstar en 1994 à Klagenfurt et Sweet Charity en 1995 à Amstetten.
Elle tourne plus tard dans des films. En 1999, elle obtient son premier grand rôle dans Banlieue nord (Nordrand) de la réalisatrice Barbara Albert. Ce rôle lui vaut plusieurs récompenses de jeune actrice comme le Prix Marcello-Mastroianni à la Mostra de Venise.
Elle sort en 2004 un CD 12 Lieder, nicht die Schlechtesten, des reprises de chansons de Hildegard Knef, Wir sind Helden, Münchener Freiheit ou Falco et fait une tournée autrichienne en 2006.
En 2007, elle participe à l'édition autrichienne de Danse avec les stars.

### Vie privée
Elle est mariée depuis juillet 2008 avec l'acteur autrichien Gregor Bloéb (de). Ils ont deux enfants, le premier est né en juin 2008, le second en novembre 2010.

## Filmographie

### Cinéma
- 1995: Auf Teufel komm raus
- 1998: Hinterholz 8
- 1998: Slidin' – Alles bunt und wunderbar
- 1998: Suzie Washington
- 1999: Banlieue nord (Nordrand)
- 2000: Die Fremde
- 2000: Ternitz, Tennessee
- 2000: Komm, süßer Tod
- 2002: Amen.
- 2002: Ikarus
- 2002: Am anderen Ende der Brücke
- 2003: September
- 2005: Antibodies
- 2005: Die Quereinsteigerinnen
- 2006: Falling
- 2007: Keinohrhasen
- 2012: Was weg is, is weg
- 2013: Talea

### Films TV
- 1995: Das Kapital
- 1995: Lovers
- 1997: Fröhlich geschieden
- 1998: Single Bells
- 1998: Quintett komplett
- 1999: Jahrhundertrevue
- 1999: Zwei Frauen, ein Mann und ein Baby
- 2001: Lettre d'une inconnue
- 2001: Der Bestseller – Millionencoup auf Gran Canaria
- 2001: Zwölfeläuten
- 2002: Geld macht sexy
- 2001: Spiel im Morgengrauen
- 2004: L'héritage de Lily
- 2006: Leo
- 2006: Der beste Lehrer der Welt
- 2007: Tarragona, du paradis à l'enfer
- 2007: Tango zu dritt
- 2008: Gott schützt die Liebenden
- 2008: Les Buddenbrook, le Déclin d'une famille (Buddenbrooks)
- 2009: Coma idyllique (Böses Erwachen)
- 2011: Le troisième œil: L'interrogatoire

### Participation à des séries TV
- 1996: Rex, chien flic
- 1998: Die Neue – Eine Frau mit Kaliber
- 1999: Cinq sur 5
- 1999: Soko brigade des stups (SOKO 5113)
- 1999: Medicopter
- 1999: Die Rote Meile
- 1999–2000: Kaisermühlen Blues
- 1999: Tatort – Absolute Diskretion
- 2000: Tatort – Passion
- 2001: MA 2412
- 2000: Schlosshotel Orth
- 2005–2008: Mutig in die neuen Zeiten – Nur keine Wellen
- 2005: Im Reich der Reblaus
- 2006: Die Pro7 Märchenstunde – Frau Holle
- 2008: Mutig in die neuen Zeiten – Alles anders
- 2011: Schnell ermittelt – Tamara Morgenstern
- 2012: Braunschlag
- 2012: Tatort – Ein neues Leben

## Comédies musicales
- 1994: Jesus Christ Superstar
- 1995: Sweet Charity
- 1996: Cabaret
- 1998: Kiss Me, Kate
- 1998: Nonnsens
- 1998: Stadt der Engel (City of Angels)
- 2000: Fame – Der Weg zum Ruhm
- 2004: Barbarella

## Discographie
- 1996: Cabaret – die CD zum Musical
- 2001: Belle de Jour
- 2003: Art of Pretending
- 2004: 12 Songs, nicht die Schlechtesten
- 2006: Nina Proll live